# Lope Díaz de Haro (m. 1322)

Escudo de la Casa de Haro.

Lope Díaz de Haro (m. octubre de 1322), noble vizcaíno, fue el hijo primogénito de Diego López V de Haro, señor de Vizcaya, y de su esposa, la infanta Violante de Castilla, hija de Alfonso X el Sabio, rey de Castilla y León. 
Fue señor de Orduña y Valmaseda y alférez del rey Fernando IV de Castilla.

## Orígenes familiares
Hijo de Diego López V de Haro, señor de Vizcaya, y de su esposa, la infanta Violante de Castilla, era nieto por parte paterna de Diego López III de Haro y de su esposa, Constanza de Bearne y por parte materna de Alfonso X el Sabio, rey de Castilla y León, y de su esposa la reina Violante de Aragón, hija de Jaime I de Aragón.

## Biografía
Como hijo primogénito de Diego López V de Haro, estaba destinado desde su nacimiento a sucederle en el señorío de Vizcaya. Sin embargo, María Díaz de Haro, hija del fallecido Lope Díaz III de Haro, hermano de su padre, que había muerto por mano de Sancho IV de Castilla en Alfaro en 1288, reclamó la posesión del señorío de Vizcaya, del cual se había apoderado Diego López V de Haro después de la muerte de su hermano, Diego López IV de Haro. 
Durante la minoría de edad de Fernando IV de Castilla, María Díaz de Haro reclamó el señorío de Vizcaya con el apoyo de su esposo, el infante Juan de Castilla el de Tarifa, hijo de Alfonso X el Sabio. En 1307 Diego López V de Haro y su hijo Lope Díaz de Haro se avinieron a firmar un acuerdo, por el que se establecía que Diego López V de Haro conservaría la propiedad del señorío de Vizcaya en tanto durase su vida, pero que a su muerte, el señorío pasaría a ser de María Díaz de Haro, a excepción de Orduña y Valmaseda, que serían entregadas a Lope Díaz de Haro, su hijo, quien también recibiría Miranda y Villalba de Losa de manos de Fernando IV como compensación.
Ante el acuerdo alcanzado respecto a la posesión del señorío de Vizcaya, Juan Núñez de Lara se sintió menospreciado por el rey y por su madre, por lo que se retiró de las Cortes sin que éstas hubiesen finalizado. Por ello, el rey concedió el cargo de Mayordomo mayor a Diego López V de Haro, lo que provocó que el infante Juan abandonase la corte, advirtiendo al rey que no contaría con su ayuda hasta que los alcaides de los castillos de Diego López V de Haro rindiesen homenaje a María Díaz de Haro, su esposa. Sin embargo, poco después se reunieron en Lerma, donde se hallaba María Díaz de Haro, el infante Juan, Juan Núñez de Lara, Diego López V de Haro, y Lope Díaz de Haro, acordándose que prestasen homenaje en Vizcaya como futura señora a María Díaz de Haro, al tiempo que se hacía lo mismo en los castillos que recibiría Lope Díaz de Haro.
En 1310, después de haber participado en el fracasado Sitio de Algeciras de 1309, falleció Diego López V de Haro. A la muerte de su padre, y tal y como se había estipulado en 1307, Lope Díaz de Haro tomó posesión de los señoríos de Orduña y Valmaseda. Durante el reinado de Fernando IV el Emplazado apoyó casi siempre en sus proyectos al infante Juan de Castilla "el de Tarifa", hijo de Alfonso X el Sabio. En el otoño de 1311 surgió una conspiración que pretendía despojar a Fernando IV del trono y colocar en él a su hermano el infante Pedro de Castilla. La conjura se hallaba protagonizada por el infante Juan de Castilla "el de Tarifa", por Juan Núñez de Lara, señor de la Casa de Lara, y por Lope Díaz de Haro. Sin embargo la conspiración fracasó debido a la rotunda negativa de la reina María de Molina.
Lope Díaz de Haro falleció en octubre de 1322.
| Predecesor: Diego López V de Haro | Señor de Orduña y Valmaseda 1310 – 1322 | Sucesor: Fernando Díaz de Haro |
| Predecesor: Diego López V de Haro | Alférez del rey 1310 - 1311             | Sucesor: Juan Alfonso de Haro  |